# Jangglengan
Jangglengan is een bestuurslaag in het regentschap Sukoharjo van de provincie Midden-Java, Indonesië. Jangglengan telt 1670 inwoners (volkstelling 2010).